# Wendlingen am Neckar
Wendlingen am Neckar är en stad i Landkreis Esslingen i regionen Stuttgart i Regierungsbezirk Stuttgart i förbundslandet Baden-Württemberg i Tyskland. Kommunen ingår i kommunalförbundet Wendlingen am Neckar tillsammans med kommunen Köngen.
I kommunen ingår tre större orter (Wendlingen, Unterboihingen, Bodelshofen) och flera mindre byar. Den aktuella staden grundades 1940 men orten Wendlingen hade redan mellan 1230 och 1805 stadsrättigheter. Wendlingen styrdes fram till 1545 av olika adelsätter och sedan blev den en del av hertigdömet Württemberg. Staden hade fram till början av 1800-talet en ringmur och andra fortifikationer.
I kommunen finns flera kyrkor från Gotiken och dessutom har Wendlingen am Neckar ett stadsmuseum.
Stadens vänorter är Saint-Leu-la-Forêt i Frankrike, Dorog i Ungern och Millstatt am See i Österrike.